# Юлий Цезарь Австрийский
Дон Юлий Цезарь Австрийский (1584 или 1586, Прага — 25 июня 1609) — старший незаконнорожденный сын императора Священной Римской империи Рудольфа II и его любовницы (фактически гражданской жены) итальянки Катерины Страда.
В общей сложности у них было шестеро детей; законной семьи у императора не было. Рудольф II возлагал большие надежды на старшего сына Юлия, которому дал хорошее образование. Также он пытался найти для сына хорошую должность при дворе. В конце концов, Рудольф II, проживавший в Праге, выбрал в качестве резиденции для Юлия чешский город Крумау (Чески Крумлов), и в 1605 году впервые прибыл в Крумлов из Вены. Летом 1606 года Рудольф отправил его в монастырь в Гейминге в Австрии, а летом 1607 года Юлий вновь переехал в Крумлов. Там он и жил вплоть до своей смерти 25 июня 1609 года.
Очевидно, в 1607 году Юлий сошёлся с Маркетой Пихлеровой, дочерью местного цирюльника Зикмунда Пихлера и его жены Люси Пихлеровой. Юлий пригласил Маркету, испросив разрешения её родителей, жить с ним. Но спустя некоторое время он разозлился на неё, избил, изрезал ножом и, так как решил, что убил её, выбросил из окна на скалы.
Хроникёр Розенбергов Вацлав Бржезан так описывает этот случай: «Тело её было так изуродовано, что более не являлось единым целым, и в таком состоянии она была выброшена им на скалы. Но это ещё не был её последний час, ибо она упала на кучу мусора, что и спасло ей жизнь. Едва выздоровев, она спряталась от него, но он продолжал приходить к её матери, поэтому Маркета вынуждена была к нему вернуться».
Когда Маркета выздоровела, Юлий попросил её отца вернуть ему Маркету, но он отказался это сделать, боясь за её жизнь. Юлий бросил его в темницу, угрожая расправой в случае, если не появится Маркета. После пяти недель заточения мать Маркеты согласилась и в воскресенье привела дочь в замок. На следующий день, в понедельник, 18 февраля 1608 года, дон Юлий в припадке ярости жестоко убил Маркету и расчленил её мертвое тело. Это трагическое событие также было запечатлено Вацлавом Бржезаном: «18 февраля Юлий, этот отвратительный тиран и дьявол, бастард Императора, сотворил нечто невероятно ужасное со своей любовницей, дочерью цирюльника, отрезав ей голову и другие части тела, а слуги вынуждены были укладывать её в гроб отдельными частями».
Это отвратительное событие вызвало шок и волну гнева в европейском аристократическом обществе. Даже у императора Рудольфа II, который сам страдал психической болезнью (по-видимому, унаследованной сыном), не было оправданий поведению своего бастарда: он велел заточить его пожизненно в тюрьме. После смерти Маркеты безумие Юлия стало прогрессировать. Он перестал мыться, бриться, менять одежду, а также отказывался от еды. Юлий разбрасывал вещи и вышвыривал их из окон. Он не выходил из комнаты. Последние дни своей жизни он провел в невероятной грязи и мусоре. Он спал только на ковре и, когда ему становилось холодно, прикрывался тем, что раньше было его одеждой. Слуги так его боялись, что никто не входил к нему в комнату, где стояла отвратительная вонь.
Его здоровье серьёзно ухудшилось 22 июня 1609 года, а 25 июня Юлий умер. Причиной смерти посчитали удушье после разрыва язвы в горле. Вацлав Бржезан так описывает смерть Юлия: «Ночью 25 июня Юлий, этот бастард, незаконнорожденный сын императора Рудольфа II, заключенный в тюрьме под комнатами Пеликана, умер, и его опасная душа отправилась к дьяволу».
Очень скоро появилось сообщение о похоронах. Дон Юлий был похоронен в миноритском монастыре в Чешском Крумлове. Предполагалось, что позднее он будет перенесен в могилу, подобающую сыну императора, но Рудольф II умер прежде, чем это произошло. Могилу, позже закрытую стеной, по сей день так и не нашли.